# Revista de la Facultad de Agronomía; Universidad Nacional de La Plata
Revista de la Facultad de Agronomía; Universidad Nacional de La Plata (abreviado Revista Fac. Agron. Univ. Nac. La Plata) es una revista ilustrada con descripciones botánicas que es editada en Argentina por la Universidad Nacional de La Plata. Se publica desde el año 1895; en una primera serie se publicaron 6 números en los años 1894 hasta 1904 y desde 1905 comienza la segunda serie que continúa hasta ahora.